# Lac Ejagham
Pour les articles homonymes, voir Ejagham.
Le lac Ejagham (ou Ijagham) est un petit lac du Cameroun situé près d'Eyumodjock dans la région du Sud-Ouest, à proximité de la frontière avec le Nigeria.
Contrairement aux autres lacs de cette région, il n'est pas d'origine volcanique et s'est probablement formé à la fin de l'ère glaciaire.